# Planaphrodes vallicola
Planaphrodes vallicola är en insektsart som beskrevs av Logvinenko 1967. Planaphrodes vallicola ingår i släktet Planaphrodes och familjen dvärgstritar. Inga underarter finns listade i Catalogue of Life.